# Michael Merten
Michael Merten (* 12. Januar 1969 in Planegg bei München) ist ein deutscher Volleyballtrainer.

## Karriere
Merten erwarb 1993 die A-Trainer-Lizenz und wurde 1997 Diplomtrainer. Von 1997 bis 2002 war er Männer-Nationaltrainer Liechtensteins. 2002/03 trainierte er die Frauen vom SSK Feldkirch in Österreich und führte die Mannschaft über das Pokalfinale zum Europacup. Danach war Merten Cheftrainer der Bundesliga-Frauen vom VC 68 Eichwalde. Von 2005 bis 2006 war er beim Ligakonkurrenten Rote Raben Vilsbiburg als Nachwuchstrainer, Sportdirektor und Cheftrainer tätig. Von 2007 bis 2009 trainierte er die Bundesliga-Männer vom VC Bad Dürrenberg/Spergau. Anschließend war er zwei Jahre Cheftrainer beim Frauen-Bundesligisten SC Potsdam. 2011 führte er die Männer von Remat Zalău zur rumänischen Meisterschaft und in die Champions League. Weitere Tätigkeiten waren Co-Trainer-Anstellungen beim DVV im Jugend- und Juniorenbereich. Seine nächste Tätigkeit war das Traineramt beim österreichischen Erstligisten VC Amstetten, mit denen er den dritten Platz der österreichischen Meisterschaft erreichte. 2013/14 trainierte Merten den deutschen Zweitligisten SVG Lüneburg, mit dem er in die erste Bundesliga aufstieg. Er war 2011 und von 2014 bis 2016 – neben Michael Warm als Headcoach – Co-Trainer der Männer-Nationalmannschaft Österreichs. In Griechenland trainierte er 2014/15 den Erstligisten Pamvohaikos und 2016 Orestiada. Von 2017 bis 2023 war er Männer-Bundestrainer der deutschen Sitzvolleyballer und erreichte mit diesen u. a. den sechsten Platz bei den Paralympischen Spielen in Tokio, den fünften Platz bei der WM 2022 und jeweils dritte Plätze bei der EM 2019 und 2021. Seit 2018 ist er Mitglied der Regelkommission des Sitzvolleyball-Weltverbandes. Von 2023 bis 2024 ist er Leiter des Bundesstützpunktes Beachvolleyball und Volleyball in Berlin.
Merten war 2010 bis 2015 auch Präsident der Vereinigung Deutscher Volleyballtrainer.